# Тишинка
Ти́шинка (рос. Тишинка) — село у складі Рубцовського району Алтайського краю, Росія. Адміністративний центр Тишинської сільської ради.

## Населення
Населення — 483 особи (2010; 530 у 2002).
Національний склад (станом на 2002 рік):
- росіяни — 91 %